# Wojskowa Komenda Uzupełnień w Lidzbarku Warmińskim

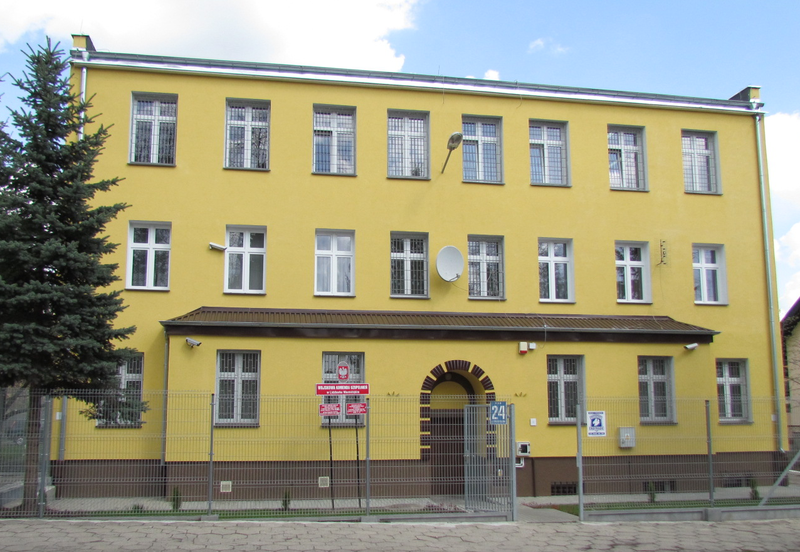
Budynek Wojskowej Komendy Uzupełnień w Lidzbarku Warmińskim

Wojskowa Komenda Uzupełnień w Lidzbarku Warmińskim – terenowy organ wykonawczy Ministra Obrony Narodowej w sprawach administracji wojskowej.

## Podległość
Wojskowa Komenda Uzupełnień (WKU) w Lidzbarku Warmińskim jest terenowym organem wykonawczym Ministra Obrony Narodowej w sprawach operacyjno – obronnych i rządowej administracji niezespolonej, a także terenowym organem administracji wojskowej właściwym w sprawach administrowania rezerwami. Wojskowa Komenda Uzupełnień w Lidzbarku Warmińskim bezpośrednio podlega Wojewódzkiemu Sztabowi Wojskowemu w Olsztynie.

Insygnia
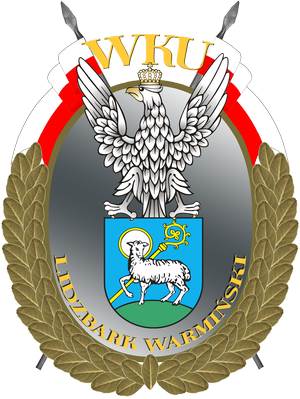
Logo
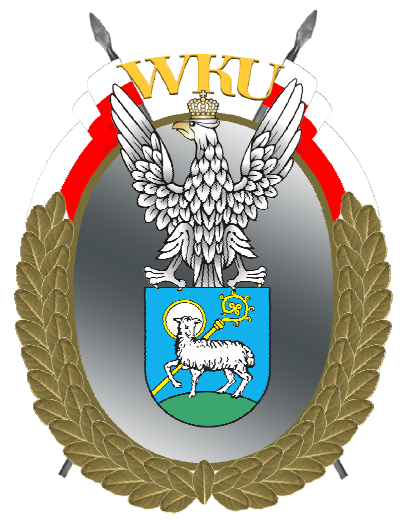
Odznaka pamiątkowa (wzór 2012)

## Obszar działania

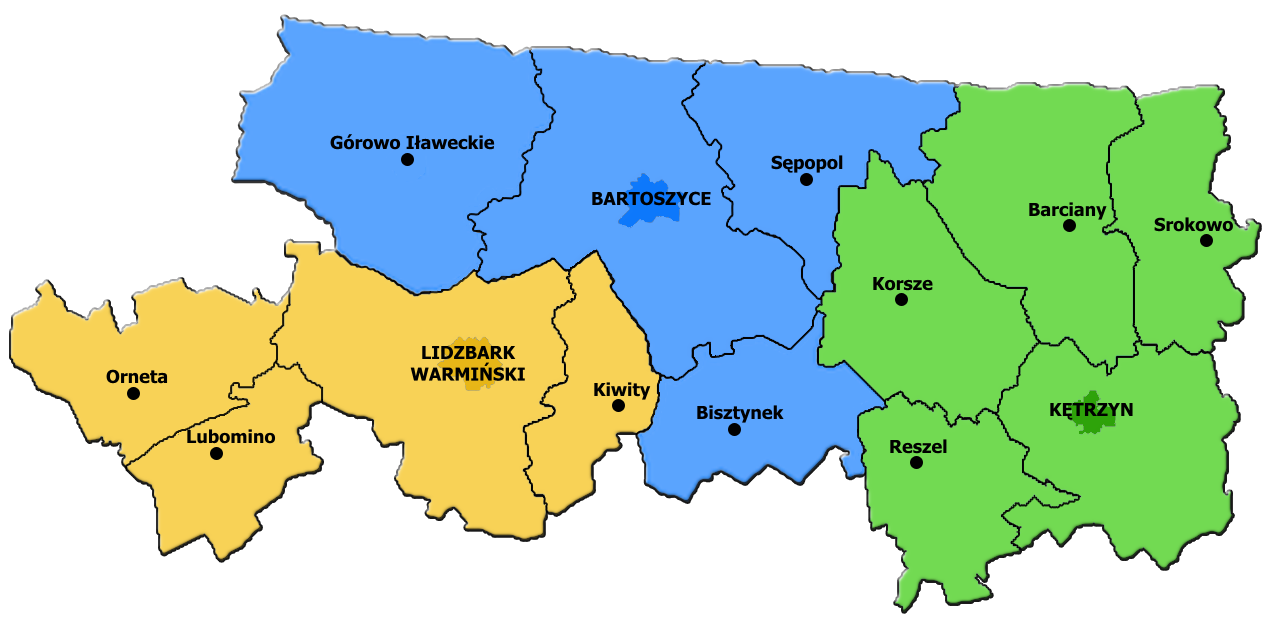
Obszar działania

Obszarem działania Wojskowej Komendy Uzupełnień w Lidzbarku Warmińskim są miasta i gminy objęte zasięgiem administrowania powiatów: lidzbarskiego, bartoszyckiego oraz kętrzyńskiego. Obszar o powierzchni 3446 km², zamieszkały przez około 172 tys. ludności. Skupia 17 gmin (4 gmin miejskich, 5 gmin miejsko-gminnych i 8 gmin wiejskich). Średnia gęstość zaludnienia wynosi 50 osób na 1 km².

## Struktura organizacyjna
Strukturę organizacyjną wojskowej komendy uzupełnień tworzą wydziały:
- Komenda,
- Wydział Planowania Mobilizacyjnego i Administrowania Rezerwami,
- Wydział Rekrutacji.

## Komendanci WKU w Lidzbarku Warmińskim
Źródło.

1. por. Stanisław Hawro – (1945-1947)
2. por. Jerzy Hall – (1947-1950)
3. kpt. Stefan Miszta – (1950)
4. por. Jan Stasiszyn  – (1950)
5. por. Zygmunt Ostrowski – (1950-1953)
6. ppor. Pawelec – (1953)
7. por. Kuras – (1953-1954)
8. por. Władysław Semeniuk – (1954-1957)
9. por. Edmund Bronowski -  (1957)
10. mjr Tadeusz Bukowiecki – (1957-1959)
11. ppłk Władysław Czarny – (1959-1960)
12. mjr Tadeusz Bukowiecki – (1960-1961)
13. mjr Izydor Krajewski – (1961)
14. ppłk Mieczysław Kitajczuk – (1961-1967)
15. mjr Stanisław Czerwiński – (1967)
16. ppłk Alojzy Klusko – (1967-1969)
17. mjr Stanisław Czerwiński – (1969-1972)
18. ppłk Albert Witkiewicz – (1972-1975)
19. ppłk Józef Rogóz – (1975)
20. ppłk Tadeusz Partyka – (1975-1976)
21. ppłk Franciszek Miąsik – (1976-1980)
22. ppłk Edmund Szarbak – (1980-1981)
23. ppłk dypl. Norbert Raubo – (1981-1989)
24. ppłk Adam Wojciechowski – (1989-1992)
25. ppłk mgr Waldemar Boruszewski – (1992-2007)
26. ppłk dypl. Piotr Zalewski – (2007-2010)
27. mjr mgr Krzysztof Piaskowski – (2010-2011)
28. ppłk mgr Piotr Chełmicki – (2011-2015)
29. ppłk mgr Mariusz Witkowski - (od 2015)